# Val d’Anast
Val d’Anast község Franciaország Bretagne régiójában, Ille-et-Vilaine megyében. Új községként 2017. január 1-jén jött létre két korábbi község: Maure-de-Bretagne és Campel egyesítésével. Lakosainak száma 3925 fő (2022. január 1.).

## Népesség
| Lakosok száma | 3813 | 3908 | 3980 | 3965 | 3954 | 3943 | 3932 | 3925 |
|               | 2013 | 2015 | 2017 | 2018 | 2019 | 2020 | 2021 | 2022 |